# انتخاب اولیه حامل
انتخاب اولیه حامل روشی برای مسیریابی تماس‌های تلفنی در مخابرات است که بر پایه مسیریابی با کمترین هزینه بدون نیاز به برنامه‌ریزی سیستم تلفن تلفن‌خانه خصوصی عمل می‌کند.
در این فرایند، یک مشترک تلفن که خط تلفن او توسط یک شرکت تلفن مشخص مانند گروه بی‌تی (معمولاً یک تأمین‌کننده انحصاری پیشین) تأمین می‌شود می‌تواند انتخاب کند که برخی تماس‌های او توسط شبکه شرکت دیگری مانند گروه تاک‌تاک مسیریابی شوند بدون اینکه به وارد کردن کد یا بکارگیری تجهیزات خاصی باشد.